# Šentjernej
Šentjernej je naselje i središte istoimene općina u jugoistočnoj Sloveniji. Šentjernej se nalaze u pokrajini Dolenjskoj i statističkoj regiji Jugoistočna Slovenija.

## Stanovištvo
Prema popisu stanovništva iz 2002. godine Šentjernej je imao 1.349 stanovnika.

## Šport
Od 2018. održava se Dnevno-nočni futsal turnir - Memorialni turnir Staneta Koligarja.

## Vanjske poveznice
- Satelitska snimka naselja, plan naselja  Arhivirana inačica izvorne stranice od 29. srpnja 2017. (Wayback Machine)